# Pupillareflex
A pupillareflex a szemnek a fényhez való adaptáció része. Nagyságának szabályozásában a szivárványhártya (írisz) játszik szerepet. Ennek köszönhetően tudjuk szabályozni, hogy mennyi fény jusson a retinára. Emellett segít még az akkomodációban is, azaz a fénynek a látógödörre való fókuszálásában, közelre és távolra nézéskor. A szem járulékos részei közül a belső szemizmok vesznek részt ezekben a folyamatokban.

## A pupillareflex
A pupillareflexben a szivárványhártya állományában megtalálható két simaizom, a pupillaszűkítő izom (m. sphincter pupillae) és a pupillatágító izom (m. dilatator pupillae). Előbbi megvilágítás hatására a pupillát szűkíti, azzal, hogy az iris nagyságát növeli, utóbbi pedig sötétben pupillát tágítja, azzal, hogy az iris által kitöltött teret csökkenti. A Cannon-féle vészreakció megértése után könnyű megjegyezni, hogy a pupillaszűkítő izomnak parasymphaticus a beidegzése, tehát nyugalmi állapotban a pupilla szűkül. A pupilla tágító izomnak symphaticus a beidegzése, így vészhelyzetben, fokozott idegi állapotban a pupilla tágul. A parasymphaticus beidegzést az agytörzsben található Edinger-Westphal (NCIII), még a symphaticus beidegzést a nyaki symphaticus dúcok adják.

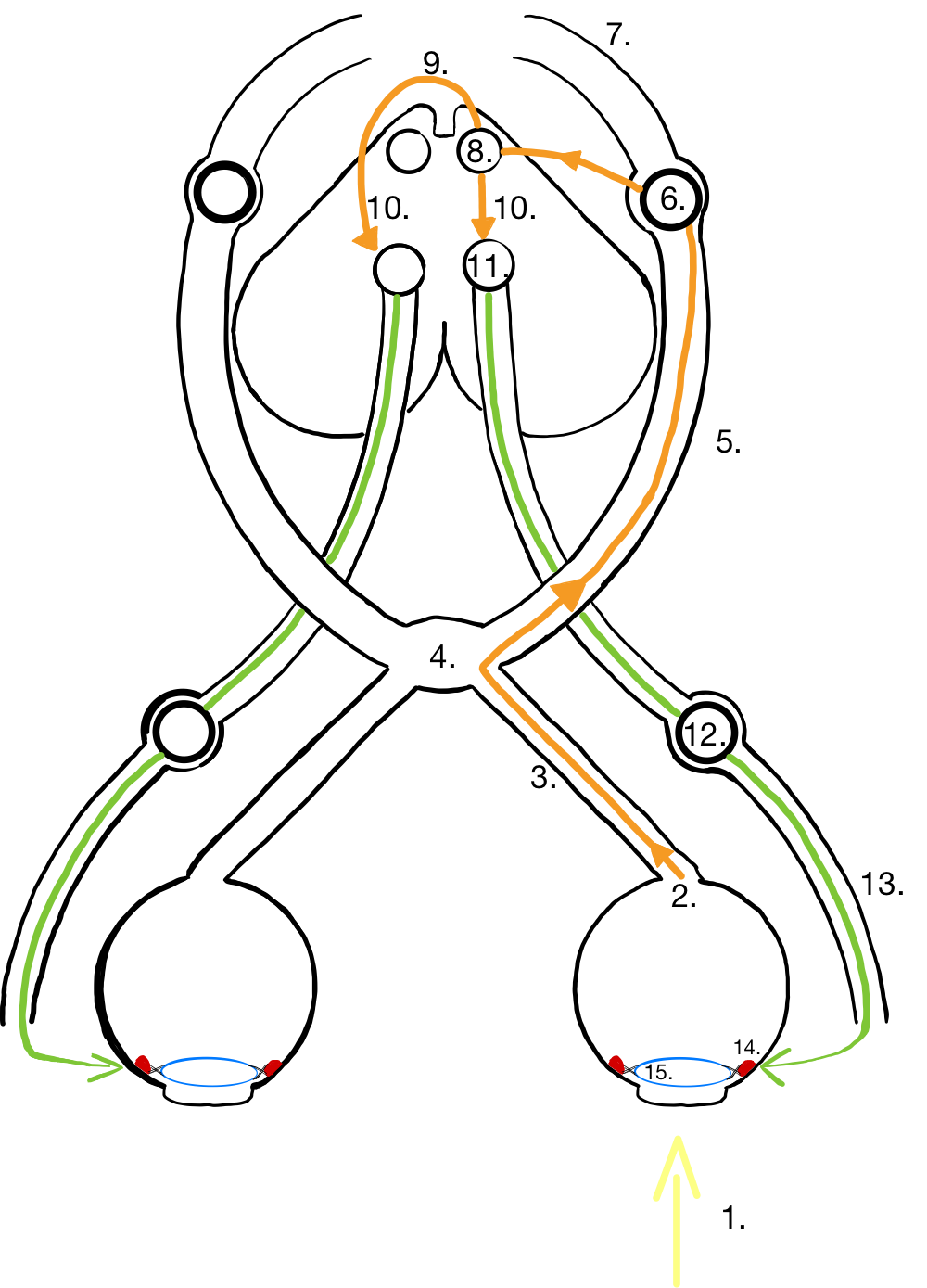
1. Fény 2. Nem opticus rostok 3. Nervus opticus 4. Chiasma opticum 5. Tractus opticus 6. Corpus geniculatum laterale (thalamus) 7. Radiatio optica 8. Nucleus pretectalis 9. Commisura posterior 10. Fasciculus longitudinalis medialis 11. Edinger-Westphal mag 12. Ganglion ciliare 13. Nervus oculomotorius 14. Sugártest 15. Szemlencse

A pupillareflex kiváltását kiváltó ingerületnek a kezdeti útja megegyező a látásért felelős ingerület útjával, azzal a különbséggel, hogy a nem vizuális retinarostokon keresztül futnak be. Tehát a fény ingerli a csapokat/pálcikákat, amelyek az ingerületet továbbítják a bipoláris neuronoknak, azok pedig a ganglion sejteknek. A ganglion sejtek axonjai összeszedődnek és alkotják a látóideget (nervus opticus). A látóideg elhagyja a szemüreget és a koponyába belépve alkotja a látóidegkereszteződést (chiasma opticum). Ezen a rostok kereszteződés nélkül mennek át, tehát azonos oldalon maradnak, majd kilépve csatlakoznak a tractus opticus rostjaihoz és befutnak a thalamus egyik magjába (corpus geniculatum lateraleba). Itt az opticus rostoktól külön válva, a nem opticus rostok a regio pretectalis neuronjain átkapcsolódnak. Ezt követően ezeknek egy kisebb része az ellenkező oldalra átkereszteződik a commissura posterioron keresztül, de nagyobb része ugyanazon az oldalon marad. Az ingerület mindkettő oldalon a fasciculus longitudinalis medialison keresztül fut le az agytörzsben található Edinger-Westphal magig, ami beidegzi a pupillaszűkítő izmot. A magból kiinduló praesynapticus rostok (a dúcok (ganglionok) előtti rostokat szokás így nevezni) a ganglion ciliareban kapcsolódnak át és futnak ki a célszervhez, mint postsynapticus rostok. Így tehát a fentebb említett kereszteződésnek köszönhetően, ha csak az egyik szemet is éri megvilágítás, abban az esetben is mindkét pupillaszűkítő izom összehúzódik, amennyiben megfelelő idegi kapcsolat fennáll.

## Az akkomodáció
Az akkomodáció három összetevőből, az úgynevezett akkomodációs triászból áll. Amikor egy tárgyat közelítünk az orrunk felé, a két szem elkezd egyre jobban befelé konvergálni. A pupilla szűkül és a sugárizom összehúzódik. A sugárizom a lencsefüggesztő rostokon (fibrae zonulares) keresztül tudja szabályozni a lencse (lens crystallina) alakját. A szemüket első sorban a távolra nézésre használták fán lakó őseink. Ezért az energiaminimumra törekvés elve alapján, amikor távolra nézünk, ahhoz hogy izomnak ne kelljen energiát felhasználnia ellazult állapotban kell lennie. Amikor a sugártest relaxál, a szemben uralkodó nyomás, ellapítja azt. Ennek következtében a sugártest és a lencse közötti távolság megnő és a lencsefüggesztő rostok megfeszülnek, amik a lencsét, mint a trambulint a rugók, széthúznak. Így a lencse homorúbb lesz. A homorú lencsék fénytörése kisebb, mint a domború lencséké. A kevésbé domború emberi lencsének kisebb lesz a fénytörése és így a távolról jövő fényt a látógödörre tudja fókuszálni. Amikor a sugártest összehúzódik, az izom és a lencse közötti távolság lecsökken, a lencsefüggesztő rostok ellazulnak és a lencse a saját rugalmasságánál fogva domborúbb lesz. A domború lencse fénytörése nagy, így a közeli tárgyakat tudjuk vele a fókuszpontba helyezni. A távoli tárgyakat pedig homályosan látjuk ilyenkor, mivel azokat a látógödör előtt képezi le. 
Az akkomodációs reflex pályáját ugyanúgy a nem vizuális retinarostok viszik be a praetectalis aerába. Innen az ingerület a külső szemmozgató izmok szomatomotoros magjaihoz (NC.IV.-hez és NC VI.-hoz), illetve a pupilla Edinger-Westphal-magjához futnak, ugyanúgy, mint a pupillareflex pályájánál.

## A pupilla diagnosztikai jelentősége
A pupillareflex egy consensualis reakció (latin: indirekt, együttműködő), tehát ha ép az idegrendszeri kapcsolat, akkor csak az egyik szembe világítva, egyszerre kiváltható mindkét szemben a pupilla összeszűkítése. Abban az esetben, ha az ingerületvezetés valamelyik szintjén zavart szenved és csak az egyik szembe világítva nem megy végbe a reflex, le lehet vonni bizonyos következtetéseket.
Például, ha a betegnek látótérkiesése van, pupillareflex vizsgálatával meg lehet állapítani, hogy az opticus rostok sérülése, melyik szinten következett be. Amennyiben az egyik szem látótérkiesésébe világítva pozitív a reflex, azon a szinten, ahol az opticus rostok és a nem opticus rostok még együtt haladnak, a rendszer ép. Tehát a thalamus (corpus geniculatum laterale) után kell keresni a hibát, a radiatio optica területén (lásd ábra), ami a thalamust és a primer látókérget köti össze. Ennek leggyakoribb oka vaszkuláris inzultus, az arteria cerebri media vagy posterior elzáródása, ritkábban direkt vérzés az agyállományban.
Amennyiben a beteg látótérkiesésébe világítva nem megy végbe a reflex, a nem opticus rostok lefutásának szintjén is már sérült az idegrendszeri pálya. Ennek leggyakoribb oka a nervus opticus atrófiája (sorvadása).